# Мэй, Рик
Ричард Джеймс Мэй, более известный как Рик Мэй (англ. Rick May; 21 сентября 1940, Канада — 8 апреля 2020, Сиэтл, Вашингтон, США) — американо-канадский актёр театра, кино и озвучивания. Наиболее известен по озвучке Андросса и Генерала Пеппера в игре Star Fox 64 и Солдата в Team Fortress 2.

## Биография
Мэй родился 21 сентября 1940 года. Он воспитывался в Вашингтоне и Канаде. Мэй служил в армии США и находился в Японии, где он координировал шоу USO в Токио. Мэй вернулся в район Сиэтла, чтобы стать директором Сивик-театра Ривон и Гражданской оперы в Рентоне, штат Вашингтон. В одном из спектаклей «Хлопковое пятно» в Рентоне Мэй сыграл все 21 роль с разными голосами. Он ушел из в 2001 году в Renton Civic Theatre он основал свою собственную театральную компанию в Киркленде, штат Вашингтон, и стал актёром полного дня. Он начал озвучивать видеоигры в конце 1990-х, включая роли Пеппи Хэйр и Андросса в Star Fox 64; различные персонажи кампании, включая Чингисхана, в Age of Empires II; и Солдат в Team Fortress 2. С 1998 по 2019 год Рик Мэй играл инспектора Лестрейда в радиосериале «Театр воображения» «Дальнейшие приключения Шерлока Холмса». Он также сыграл Лестрейда в связанном с ним радиосериале «Классические приключения Шерлока Холмса» и сыграл разные роли в других радиопостановках «Театра воображения».

## Смерть и дань уважения
Мэй перенес инсульт в феврале 2020 года и был переведен в дом престарелых для реабилитации. 8 апреля 2020 года поступило сообщение, что Мэй скончался от осложнений, связанных с COVID-19, в Шведском медицинском центре в Сиэтле.
1 мая 2020 года Valve выпустила обновление для Team Fortress 2, добавив дань уважения озвучке Мэя в роли солдата. В игру добавили новую композицию — Saluting The Fallen. На многих официальных картах появилась статуя Солдата с памятной табличкой с именем актёра, датами рождения и смерти и цитатой Солдата «That was a hell of a campaign, son!» («Это была адская кампания, сынок!»). Они оставались на картах до 1 июня. Статуи вновь появились в тех же местах 8 апреля 2021, 2022 и 2023 годов. При приближении статуи издают несколько заранее выбранных голосовых реплик Солдата.
21 августа 2020 года был установлен постоянный мемориал в виде статуи солдата и голов на заборе перед статуей солдата на карте «Granary», которая является декорацией к видео Team Fortress 2 «Познакомься с солдатом».
В декабре 2024 года, также была выпущена 7 часть комикса по вселенной Team Fortress 2 :  "The Days have worn away" ,  "Незаметно пролетевшие дни"
Надпись на самой первой странице комикса :
"Посвящается Рику Мэю, отличному солдату"

## Озвучивание

### Компьютерные игры
- 1997 — Star Fox 64 — Андросс, Генерал Пеппер
- 1999 — Age of Empires II: The Age of Kings — Чингисхан
- 2001 — Freddi Fish 5: The Case of the Creature of Coral Cove — Марти Сардини, Рыба-папа
- 2003 — Sly 3: Honor Among Thieves — Доктор М.
- 2007 — Team Fortress 2 — Солдат

## Роли в театре
Мэй сыграл множество ролей на протяжении своей театральной карьеры, в том числе:
- Брут (в Юлий Цезарь)
- Бенджамин Франклин (в 1776)
- Тевье (в Скрипач на крыше)
- Вилли Ломан (в Смерть продавца)
- Альфред Дулиттл (в «Пигмалионе»)
- Теодор Рузвельт (в Хулиган!)
- Король Генрих II (в Лев зимой)
- Инспектор Лестрейд (на радио в Дальнейшие приключения Шерлока Холмса)